# Bang Bon
Bang Bon (tiếng Thái: บางบอน) là một trong 50 quận (khẹt) của Bangkok, Thái Lan. Các quận giáp giới (theo chiều kim đồng hồ, từ phía bắc): Bang Khae, Phasi Charoen, Chom Thong và Bang Khun Thian của Bangkok, Amphoe Mueang và Amphoe Krathum Baen của tỉnh Samut Sakhon và Nong Khaem của Bangkok.
Trước đây Bang Bon nguyên là một tambon của amphoe Bang Khun Thian ở tỉnh Thon Buri trước khi nhập với Thon Buri và Phra Nakhon vào một tỉnh. Ngày 14 tháng 10 năm 1997, Bang Bon được tách khỏi Bang Khun Thian và lập một thành một quận mới, bắt đầu hoạt động từ ngày 6 tháng 3 năm 1998.

## Hành chính
Quận này được chia ra thành 1 phó quận (kwaeng).
| 1. | Bang Bon | บางบอน |